# Гуве (город)
Гу́ве (греч. Γούβαι) — малый город на севере острова Крит, на побережье Эгейского моря, в общине (диме) Херсонисос в периферийной единице Ираклион в периферии Крит в Греции. Население 539 жителей по переписи 2011 года. Гуве находится в 19 километрах восточнее столицы острова — Ираклиона и 50 километрах северо-западнее Айос-Николаоса. Основное занятие жителей — сельское хозяйство. Производятся овощи, виноград и оливковое масло.
Название города происходит от слова «гува» (γούβα) — яма; ров, канава.

## Население
| Год  | Население, человек |
| ---- | ------------------ |
| 1991 | 410                |
| 2001 | 432                |
| 2011 | ↗ 539              |